# 共爱学园女子短期大学
共爱学园女子短期大学（日语：／ Kyou-Ai Gakuen Joshi Tankidaigaku *），简称共爱短大，是过去一所位于日本群马县前桥市的私立短期大学。

## 概要

### 简介
- 源流成立于1888年[1]。短期大学为于1988年开办[1]、由学校法人共爱学园经营、来源于群马县的基督徒创立的**学校、由于教育的基础是新教。招生到于1998年[2]、停办于2002年。

### 历史
- 1988年 共爱学园女子短期大学成立并同时设置一个学科即国际教养学科[1]。
- 1998年 招生最后、次年停止招生（正式停办于2002年3月29日[2]）。

## 学校环境
- 校区：在了群马县前桥市[注 1]

## 历任校长
- 德江健：短期大学校长[3]。

## 组织

### 学科
- 国际教养学科

### 专科
| - 没有 |

### 业余课程
| - 没有 |

## 相关链接
- 日本短期大学列表